# Kanda Naibu
Kanda Naibu (神田乃武?) (Tsukiji, 22 de marzo de 1857-30 de diciembre de 1923) fue un académico, lingüista y político japonés reconocido por sus contribuciones al desarrollo de la educación superior y la lingüística en Japón durante las eras Meiji y Taishō. Ostentó el título nobiliario de barón y desempeñó un papel importante como profesor, administrador y miembro de la Cámara de los Pares. Su legado incluye ser el primer director de la Escuela de Idiomas Extranjeros de Tokio, donde dejó un impacto significativo en la enseñanza del inglés y en la formación de líderes educativos.

## Biografía

### Primeros años y educación
Kanda nació en Edo, en el área de Tsukiji, siendo hijo de Matsui Eisei, un vasallo del sogunato Tokugawa. Más tarde, fue adoptado por Kanda Takahira, un influyente miembro del Genrōin (Senado). Su educación tuvo un enfoque internacional desde temprana edad, lo que lo llevó a estudiar en los Estados Unidos bajo la tutela del diplomático Mori Arinori. Allí se graduó en el Amherst College, fortaleciendo su dominio del inglés y desarrollando una perspectiva académica moderna.

### Carrera profesional
Tras regresar a Japón, Kanda inició una prolífica carrera académica. Fue profesor en instituciones clave como la Universidad de Tokio y la Universidad de Comercio de Tokio. En 1899, fue nombrado el primer director de la Escuela de Idiomas Extranjeros de Tokio, cargo que desempeñó hasta 1900. Durante este período, diseñó el emblema de la escuela, inspirado en un pasaje de la poesía de Homero, reflejando su visión de los idiomas como «alas» para la comunicación global.
Además, Kanda se unió a la Cámara de los Pares en 1910, participando activamente en la política nacional como representante de la nobleza japonesa. Fue reconocido por su capacidad para combinar su conocimiento lingüístico con su papel como educador y político. 

### Vida personal
Kanda se casó con Kuma Chiyo, hija de Takagi Hidetomi. Tuvieron varios hijos, entre ellos el politólogo Takagi Yasaka y el lingüista Kanda Tateo. Varias de sus hijas se casaron con figuras destacadas, incluyendo doctores en leyes y medicina. La familia Kanda residía en Nakano (Tokio).

## Premios y reconocimientos
A lo largo de su vida, Kanda recibió diversas distinciones, entre ellas:
- Título de barón.
- Distinción de jūsanmi (tercer rango subordinado de la corte).
- Orden del Sol Naciente, 2ª clase.
- Orden del Tesoro Sagrado, 1.ª clase.

## Obras
Kanda dejó un impacto duradero a través de sus actividades pedagógicas y su diseño del emblema de la Escuela de Idiomas Extranjeros de Tokio. Este símbolo, basado en la metáfora de «alas», refleja su enfoque visionario hacia la educación lingüística.